# Andrea Cassinelli
Andrea Cassinelli (Torino, 2 settembre 1993) è un pattinatore di short track italiano.

## Biografia
In carriera ha vinto una medaglia di bronzo ai campionati europei di short track di Torino 2017, nella staffetta 5.000 metri, gareggiando in squadra con Yuri Confortola, Nicola Rodigari e Tommaso Dotti.
Nel 2019 è stato arruolato nel Gruppo Sportivo delle Fiamme Gialle.
È stato convocato dal commissario tecnico Assen Pandov agli europei di Danzica 2021, dove si è laureato vicecampione europeo nella staffetta 5000 metri, con i connazionali Yuri Confortola, Luca Spechenhauser e Pietro Sighel.
Ha fatto parte della spedizione olimpica a Pechino 2022, dove ha vinto la medaglia d'argento nella staffetta 2000 m mista, con Arianna Fontana, Martina Valcepina, Pietro Sighel, Yuri Confortola e Arianna Valcepina, e la medaglia di bronzo nella staffetta 5000 m con Pietro Sighel, Yuri Confortola e Tommaso Dotti. Nel 2023, ai mondiali di Seul, conquista l'argento nella staffetta 5000 m e il bronzo nella staffetta 2000 m mista, mentre ai mondiali dell'anno successivo a Rotterdam ottiene la medaglia d'argento sempre nella staffetta mista.

## Palmarès

### Olimpiadi
- 2 medaglie:
  - 1 argento (staffetta 2000 m mista a Pechino 2022);
  - 1 bronzo (staffetta 5000 m a Pechino 2022).

### Mondiali
- 3 medaglie:
  - 2 argenti (staffetta 5000 m a Seul 2023; staffetta 2000 m mista a Rotterdam 2024);
  - 1 bronzo (staffetta 2000 m mista a Seul 2023).

### Europei
- 3 medaglie:
  - 1 argento (staffetta 5000 m a Danzica 2021);
  - 2 bronzi (staffetta 5000 m a Torino 2017; staffetta 5000 m a Debrecen 2020).

## Controversie
È stato accusato dalla campionessa olimpica italiana Arianna Fontana di sabotarla negli allenamenti cercando ripetutamente di farla cadere.Ha vinto in primo e secondo grado il processo della FISG per non aver commesso il fatto.   5